# Vanguard–2
A Vanguard–2 egy földmegfigyelő műhold volt. Az űreszközt az Egyesült Államok bocsátotta fel egy haditengerészeti űrprogram keretein belül.

## A műhold
A műhold nagy fejlődésen ment keresztül elődjéhez képest. Felépítését tekintve egy 50,8 cm átmérőjű, 10,8 kg tömegű magnézium gömb volt, elődjénél szélesebb körű műszerparkkal. A fő megfigyelési programhoz két darab, fotocellával felszerelt távcsövet szereltek be, amelyekkel a nappali félgömb felett tudott fényerő-méréseket végezni a szonda. Az adatokat egy magnetofonon rögzítették, melyet egy beépített rádióvevő segítségével az irányítás tudott működtetni.
Elődjéhez hasonlóan ebbe a műholdba is két rádióadót építettek. Az egyik 1 Watt teljesítménnyel sugárzott a 108,03 MHz-es frekvencián és adásaiban telemetriai adatokat küldött az irányításnak. A másikon a 108 MHz-es frekvencián folyamatos jelsugárzás folyt – 10 mW teljesítménnyel –, a szonda nyomonkövetéséhez. A repülés közbeni stabilizálást a szonda forgásával oldották meg, percenként 50 fordulattal. Ezúttal a belső energiaellátás mellett döntöttek – higany akkumulátorokkal – ám ez mindössze 19 napos működési időt tett lehetővé.
Új hőszigetelő eljárásokat is kipróbáltak a Vanguard–2-nél: a magnézium gömbszerkezetet belül arany fóliával bélelték, kívül pedig alumínium réteget gőzöltek fel, amelyre még egy szilícium-oxid réteg került. Az új szigetelés teljes sikerrel vizsgázott.

## A küldetés
A repülés 1959. március 8-án indult. A szondát, elődjéhez hasonló, 33°-os pályahajlású (a Szovjetunió területét nem érintő),  3320 x 557 km-es, elnyúlt ellipszis pályára állították. A kezdeti pályaszámításokhoz képest napjainkra ennél a szondánál is drasztikusan csökkent a várható élettartam, amelyet jelenleg 300 év körülire becsülünk. A tényleges működési idő azonban mindössze 19 nap volt.

## A küldetés eredményei

### Optikai észlelések
A műhold a magával vitt távcsövek és fotocellák segítségével az Egyenlítő +/- 35°-os környezetében mérte a visszaverődő fény mennyiségét. Ezek szerint a felhők a beeső fény közel 80%-át, a szárazföldi területek 15-20%-át és a tengerek, óceánok mindössze az 5%-át verik vissza.
A stabilitáshoz szükséges saját tengely körüli forgás miatt az optikai letapogatást egymást követő sávokban tudta elvégezni a berendezés, amely később számos más űr-érzékelő sajátja is lett. A keringéseknek csak a nappali félteke fölé eső részét lehetett felhasználni, ezért az észlelési idő körönként 50 perc volt. Az ez alatt gyűjtött adatokat a magnóról 60 másodperc alatt lehetett letölteni (ezután a szalagot visszatekerték és a következő felvétellel az előző adatok törlődtek). A kísérlet csak félsikert hozott, mert bár a műszerek megfelelően működtek, a szonda forgástengelyét rosszul állították be, így az antenna nem mindig állt megfelelő szögben a letöltéshez és az adatok hiányosak maradtak.

### A légkör sűrűségének a szonda mozgására gyakorolt hatásai
Eredetileg erre vonatkozó mérések nem szerepeltek a küldetés terveiben, ám a repülés során felmerült, hogy egyszerűen kivitelezhető lenne. Lévén a műhold teljesen szimmetrikus, a pályájának, sebességének változásait csak külső behatások okozzák, elsősorban a felső légkör. A felső légkör sűrűsége pedig a magasságtól, napszaktól (megvilágítottságtól), naptevékenységi ciklustól függ. E feltevésből kiindulva a szonda optikai, rádió és radaros követésével következtetni lehetett a légkör sűrűségére és a különböző szempontok alapján eloszlási térképeket készítettek belőle a kutatók.

## Külső források

### Magyar oldalak
- Múltkor – Űrkutatás: a bölcsőn túli élet

### Külföldi oldalak
- Vanguard – A History (NASA SP-4202, 1970) online könyv Archiválva 2018. október 7-i dátummal a Wayback Machine-ben